# Andrea Biglia
Andrea Biglia, né en 1395 à Milan et mort en 1435 à Sienne, est un religieux augustin italien de la Renaissance, historien et philosophe.

## Œuvres
Andrea Biglia écrivit plusieurs ouvrages sur différents sujets ; deux seuls ont été imprimés :
- De Ordinis Eremitarum propagatione, Parme, 1601, in-4° ;
- Historia rerum Mediolanensium, insérée par Pieter Burmann dans la 6e partie, t. 9, du Thesaurus Antiquitatum Italicarum, et ensuite par Muratori, dans sa grande collection des Scriptores Rerum Italicarum, t. 19. Cette histoire embrasse un espace d'environ trente années, depuis la mort de Jean Galéas Visconti, duc de Milan, arrivée en 1402, jusqu'au passage de l'empereur Sigismond de Luxembourg en Italie e 1431.

On attribue à Biglia un grand nombre d'autres écrits restés manuscrits dans plusieurs bibliothèques d'Italie, mais dont aucun n'a vu le jour.